# Dominica
Dominica er en østat i den østlige del af det Caribiske Hav på grænsen til Atlanterhavet. Det er en del af de Små Antiller.

## Historie
Dominica var oprindeligt befolket af carib-indianere, som formåede at holde europæiske kolonialister i ave ind til 1759, hvor englænderne invaderede øen og oprettede en koloni. Siden blev der indført afrikanske slaver til at arbejde i de nyanlagte plantager. Strømmen af udlændinge var med til at reducere den oprindelige befolknings indflydelse, men det er i eftertiden lykkedes cirka 3.000 af deres efterkommere at genetablere deres eget isolerede samfund på øen.
I 1978 opnåede landet selvstændighed.

## Geografi
Dominica kaldes også "naturøen" på grund af den rige biodiversitet og de frodige skove. Samtidig er øen den mest bjergrige af de Små Antiller; Morne Diablotin udgør med sine 1.447 meter landets højeste punkt.
Dominicas centrum udgøres af et massivt højdedrag, hvorfra adskillige floder afvander lavlandet langs kysterne. Øen er kendt for sine varme kilder og kraterrør. Den frugtbare, vulkanske jordbund danner basis for tæt tropisk plantevækst, der dækker 41% af Dominicas overflade.
Undergrunden er særdeles fattig på naturlige ressourcer. Det eneste mineral er pimpsten, der eksporteres.

## Økonomi
Dominicas økonomi er langt fra balanceret. Energikilder og fødevarer må i stigende grad importeres. Floderne kan udnyttes til fremstilling af hydroelektricitet. På de frugtbare jorder dyrkes der bananer, citrusfrugter og kokosnødder. Fra bayrumtræer, der avles på plantageskala, udvindes der olie.